# فورمايلا
فُرمَيلة أو (نقحرة: فورمايلا) (اليونانية: Φορμαέλα) هو جبن صلب يتم إنتاجه حصرياً في أراخوفا، اليونان. وهو مشهور في جميع أنحاء اليونان وقد تم تسجيله في الاتحاد الأوروبي كعلامة منشأ محمية منذ عام 1996. يتم تحضير فورميلا بشكل أساسي من حليب الأغنام أو الماعز، وهي تحتوي على قشرة صلبة ومتماسكة لونها أصفر فاتح بدون ثقوب. وهي ذات طعم لاذع بشكل خاص، وعادة ما يتم استهلاكها مشوية أو مقلية.
تركيبتها الكيميائية هي: الحد الأقصى لمحتوى الرطوبة 38%، الحد الأدنى من محتوى الدهون 40%.